# Lorenzo Bonincontri
 (mars 2024).
Lorenzo Bonincontri, né le 23 février 1411 à San Miniato et mort vers 1491 à Rome, est un scientifique et humaniste italien.

## Biographie
Né le 23 février 1411, à San Miniato, dans la Toscane, d’une ancienne et illustre famille, s’adonna de bonne heure à l’étude des mathématiques, de l’astronomie, et, selon le goût de son temps, à l’astrologie : il cultiva aussi la poésie et l’histoire. Il n’avait que vingt ans, lorsqu’un de ses oncles ayant été député secrètement à l’empereur Sigismond de Luxembourg, qui était alors en Italie, pour tâcher d’obtenir de lui qu’il affranchît San Miniato de l’autorité des Florentins, fut dénoncé et banni. Bonincontri fut exilé et tous ses biens confisqués, comme ceux de son oncle et de ses compatriotes, qui avaient eu part au même projet. Il se retira d’abord à Pise, et prit ensuite du service dans les troupes de Francesco Sforza, qui, depuis, fut duc de Milan. Il se trouva, en 1436, au combat de Montefiascone, et y reçut une blessure dont la guérison fut longue et difficile. Il abandonna alors la carrière militaire, se rendit à Rome en 1450, passa à Naples en 1456, et y reçut l’accueil le plus favorable du roi Alphonse V, qui lui permit d’enseigner publiquement l’astronomie de Manilius. Il eut bientôt un grand nombre d’auditeurs et d’élèves, parmi lesquels on distinguait le célèbre Giovanni Pontano. Après un long exil, et sans doute à la sollicitation d’Alphonse, Bonincontri fut rappelé, en 1474, par ses concitoyens, et rétabli dans tous ses droits. Revenu à Florence, il reprit ses leçons sur Manilius avec un grand concours d’auditeurs. Il fut ensuite attaché à Costanzo Sforza, seigneur de Pesaro, auprès duquel il resta depuis 1480 jusqu’en 1489, époque où il alla s’établir à Rome. Il n’y a rien de certain sur la date de sa mort. L’opinion de Tiraboschi, fondée sur des recherches très-exactes, est qu’il mourut dans l’une des deux premières années du 16e siècle.

## Œuvres
Les ouvrages de Buonincontro peuvent se diviser en trois classes, mathématique ou astronomie, histoire et poésie :
- Commentarius in C. Manilii Astronomicon, Bologne, 1474, in-fol. ; Rome, Florence, 1484, même format, et souvent réimprimé depuis.
- Tractatus astrologicus electionum, Nuremberg, 1539, in-4.
- Rerum naturalium et divinarum, etc., lib. 3, Bâle, 1540, in-4°. Cet ouvrage, qui traite de Dieu, des anges, des démons, puis des planètes, de leurs mouvements, de leur influence, est extrêmement rare ; on le conserve même précieusement en manuscrit, et il s’en trouve un dans la bibliothèque nationale de France, n° 8342. Il fut imprimé à Bâle en 1540 in-4° ; il est divisé en 3 livres, et contient la description de quelques éclipses.
- Fastorum lib. 1, Bâle, 1540, poème fait à l’imitation des Fastes d’Ovide 5° Annales ab anno 1360 usque ad annum 1458, inséré dans le 21e volume des Scriptores Rer. Ital. de Muratori.
- De Ortu regum Neapolitanorum, etc. Cette histoire, qui finit à l’année 1414, a été publiée par Giovanni Lami, sous le titre d’Historia Sicula, dans les t. 5, 6 et 7, des Deliciæ eruditorum, Florence, 1730-1740, in-8°.

## Sources
- « Buonincontro (Laurent) », dans Louis-Gabriel Michaud, Biographie universelle ancienne et moderne : histoire par ordre alphabétique de la vie publique et privée de tous les hommes avec la collaboration de plus de 300 savants et littérateurs français ou étrangers, 2e édition, 1843-1865 [détail de l’édition]